# Alexander Spemann
Alexander Spemann (* 1. Juni 1967 in Wiesbaden) ist ein deutscher Sänger (Tenor), Musiker und Kabarettist.

## Leben
Alexander Spemann wurde in Wiesbaden geboren. Mit siebzehn Jahren erhielt er ersten Gesangsunterricht bei Gertie Charlent am Peter-Cornelius-Konservatorium der Stadt Mainz. Nach Beendigung seiner Schulzeit begann er sein Gesangshauptstudium bei Martin Gründler an der Hochschule für Musik und Darstellende Kunst Frankfurt am Main.
Alexander Spemann gastierte u. a. in Essen, der Oper Frankfurt/Main, in der Philharmonie Köln, bei Rundfunkaufnahmen des Hessischen sowie des Westdeutschen Rundfunks, in der Münchner Philharmonie am Gasteig, am Niedersächsischen Staatstheater Hannover, der Hamburgischen Staatsoper sowie der Oper der Stadt Bonn, an der er von 1993/94 bis Ende der Spielzeit 96/97 unter der Intendanz Giancarlo Del Monacos fest engagiert war. Seit September 1999 ist er als Heldentenor am Staatstheater Mainz beschäftigt.
Spemann engagiert sich ehrenamtlich im Hauptvorstand der Genossenschaft Deutscher Bühnen-Angehöriger als Vorsitzender der Berufsgruppe Solo sowie als Vorsitzender im Forum Papiertheater. Er ist verheiratet, hat zwei Töchter und lebt in Wiesbaden.

## Komposition
In der Spielzeit 2002/03 fand die Uraufführung seines Musicals Fürchtenich oder: Einer, der auszog, das Fürchten zu lernen auf der Bühne des Großen Hauses des Staatstheaters Mainz statt, mit dem er sein Debüt als Komponist gab.

## Kleinkunst
Er tritt in der Kleinkunst mit Soloprogrammen, aber auch regelmäßig mit den Ensembles Stimmritze & So (zusammen mit dem Sängerdarsteller und Musiker Klaus Brantzen) und dem Papiertheater Invisius (zusammen mit dem Puppenspieler Rüdiger Koch) auf.

## Rollen und Engagements (Auswahl)
- Max in Der Freischütz, Staatstheater Mainz, Mainz.
- Hexe in Hänsel und Gretel, Staatstheater Mainz, Mainz.
- Gabriel von Eisenstein in Die Fledermaus, Staatstheater Mainz, Mainz.